# Daetaleus azurea
Daetaleus azurea là một loài ruồi trong họ Tachinidae.